# Grand Austria Hotel
Grand Austria Hotel ist ein Brettspiel der italienischen Spieleautoren Virginio Gigli und Simone Luciani, das 2015 bei Lookout Games erschien. Thematisch geht es bei diesem Spiel darum, ein Hotel zu leiten und die Gäste optimal zu bedienen. Das Spiel wurde 2016 beim International Gamers Award in der Kategorie Mehrspieler-Strategiespieler sowie zum Jogo do Ano 2016 nominiert.

## Hintergrund und Ausstattung
In dem Spiel Grand Austria Hotel ist thematisch in Wien zu Beginn des 20. Jahrhunderts angesiedelt. Die Mitspieler verkörpern Hoteliere und spielen gegeneinander darum, ihr Hotel aufzubauen und durch die optimale Versorgung ihrer Gäste Siegpunkte zu bekommen, zugleich jedoch auch dem Kaiser zu gefallen. Gewinner des Spiels ist der Spieler, der nach der siebten Runde die meisten Siegpunkte besitzt.
Das Spielmaterial besteht neben der Spieleanleitung aus:
- einem Spielplan,
- einem Aktionsplan,
- vier beidseitig bedruckten Hotelplänen,
- vier Übersichtskarten,
- vier Siegpunktmarker,
- einem Rundenanzeiger,
- einem Mistkübel,
- 56 Kundenkarten,
- 48 Personalkarten,
- 12 Politikkarten,
- neun Reihenfolge-Plättchen,
- 84 Raumplättchen in 3 Farben,
- 120 Holzwürfel in 4 Farben als Speisen und Getränke,
- 24 Spielsteinen in 4 Spielerfarben (orange, hellblau, lila, grau),
- 14 Würfeln,
- 12 Kaiserplättchen,

## Spielweise

### Spielvorbereitung
Vor dem Spiel wird der Spielplan mit der Hofburg in die Tischmitte gelegt, daneben kommt der Aktionsplan mit den sechs Aktionsfeldern. Die 120 Holzwürfel werden nach Farben sortiert neben dem Aktionsfeld platziert, zusammen mit dem Mistkübel und den Siegpunktmarkern. Die Kundenkarten werden gemischt und als verdeckter Stapel neben dem Plan der Hofburg bereitgelegt, die obersten fünf Karten kommen offen auf die fünf Kundenfelder. Die Personalkarten werden ebenfalls gemischt und als verdeckten Stapel neben dem Aktionsplan abgelegt. Von den Politikkarten und den Kaiserplättchen werden jeweils eines mit A, B und C bestimmt und offen auf die entsprechenden Felder des Spielplans gelegt. Die Raumplättchen werden nach Farben sortiert und neben dem Spielplan bereitgelegt. Danach werden abhängig von der Spielerzahl 10 bis 14 Würfel auf das erste Aktionsfeld abgelegt sowie ein Reihenfolgemarker ausgewählt. Der Rundenanzeiger kommt auf Feld „1“ der Rundenzählleiste.
Die Mitspieler wählen jeweils eine Spielerfarbe und bekommen eine Übersichtskarte, einen Hotelplan und die Spielsteine ihrer Farbe. Jeweils ein Spielstein wird auf dem Feld „0“ der Kaiserleiste und der Siegpunktleiste platziert, ein weiterer auf dem Feld „10“ der Geldleiste des eigenen Hotelplans. Zudem bekommt jeder Spieler je einen Holzwürfel jeder Farbe als Kaffee, Wein, Torte und Strudel, die in die Küche auf dem eigenen Hotelplan abgelegt werden. Zuletzt bekommt jeder Spieler sechs Personalkarten, die er geheim hält.

### Spielablauf
Das Spiel läuft über sieben Runden, wobei der Rundenfortschritt über einen Rundenanzeiger markiert wird. Zu Beginn jeder Runde nimmt der über das Reihenfolgeplättchen bestimmte Startspieler alle Würfel und würfelt. Die Würfel werden entsprechend ihrer Augenzahl auf die Aktionsfelder verteilt. Danach beginnt der Startspieler seinen Zug, wobei er einen Kunden aus der Auslage nehmen kann sowie einen Würfelwert aus der Auslage wählt und die entsprechende Aktion durchführt. Möchte er keinen Zug machen, kann er auch passen.
Ein Spieler kann nur einen Kunden nehmen, wenn er freie Plätze in seinem Kaffeehaus hat. Entscheidet e sich dafür, wählt er diesen aus der offenen Auslage und legt ihn in sein Kaffeehaus. Er muss die Kosten entsprechend des Feldes der Auslage bezahlen, indem er seinen Spielstein auf der Geldleiste entsprechend nach unten zieht. Die Kundenkarte wird an einen freien Platz im Kaffeehaus gesetzt, danach werden alle Kundenkarten der Auslage nach rechts gerückt und auf das Feld ganz links wird die oberste Karte des Kundenstapels offen ausgelegt.
Danach muss der Spieler ein Aktionsfeld wählen, auf dem noch mindestens ein Würfel liegt, und diese ausführen. Durch die Anzahl der Würfel auf dem Aktionsfeld wird bestimmt, welchen Ertrag er dadurch erhält. Er nimmt einen Würfel aus diesem Aktionsfeld und platziert ihn auf der niedrigeren Zahl seines Reihenfolgeplättchens. Die wählbaren Aktionen sind:
| Würfelwert | Aktion / Ertrag |
| ---------- | --- |
|            | Für jeden Würfel auf diesem Feld darf der Spieler einmal Strudel oder einmal Torte nehmen. Dabei darf er nicht mehr Torte als Strudel nehmen. |
|            | Für jeden Würfel auf diesem Feld darf der Spieler einmal Wein oder einmal Kaffee nehmen. Dabei darf er nicht mehr Kaffee als Wein nehmen. |
|            | Für jeden Würfel auf diesem Feld darf der Spieler einen Raum vorbereiten. Dafür nimmt aus dem Vorrat ein Raumplättchen seiner Wahl und platziert es auf seinem Hotelplan. Jedes Raumplättchen muss an ein bereits gelegtes angrenzen und auf ein gleichfarbiges Feld gelegt werden Zudem müssen die vom Stockwerk abhängigen Kosten für das Zimmer bezahlt werden und jedes Raumplättchen muss auf ein gleichfarbiges Feld gelegt werden. Für ein Raumplättchen im rechten oberen Teil seines Hotelplans erhält der Spieler sofort die aufgedruckten Siegpunkte. Sobald ein farbiger Bereich des eigenen Hotels komplett belegt ist, erhält der Hotelier zudem einen Bonus, der abhängig ist von der Ausstattung der Zimmer und der Größe des Bereichs ist. |
|            | Für jeden Würfel auf diesem Feld darf der Spieler ein Feld auf der Kaiserleiste oder der eigenen Geldleiste vorrücken. |
|            | Der Spieler darf eine Personalkarte ausspielen und für jeden Würfel auf diesem Feld reduziert er die aufgedruckten Kosten um eine Krone. Die ausgespielte Personalkarte legt er offen vor sich aus. |
|            | Der Spieler muss eine Krone bezahlen und führt eine der fünf anderen Aktionen aus. Die Anzahl der Würfel auf Aktionsfeld „6“ ist für den Ertrag maßgeblich. |

Zahlt der Spieler bei der Auswahl der Aktion genau eine Krone, darf er zu der Anzahl der Würfel einen addieren, um den Ertrag zu steigern. Speisen und Getränke darf der Spieler sofort auf entsprechende Bestellungen seiner Kunden legen, überzählige kommen in die Küche des eigenen Hotelplans. Hat der Spieler seine Aktionen abgeschlossen, darf er weitere Zusatzaktionen:
- er kann eine Krone bezahlen und damit bis zu drei seiner Speisen und Getränke aus der Küche auf entsprechende Bestellungen seiner Kundenkarten ablegen.
- er kann eine Politikkarte besetzen. Auf den Politikkarten sind Bedingungen genannt, die ein Spieler in seinem Zug erfüllen muss, um einen seiner Spielsteine auf das höchste freie Feld der Karte zu setzen und dafür die aufgedruckten Siegpunkte zu erhalten. Jeder Spieler darf dabei nur einen Spielstein auf jeder Politikkarte einsetzen.
- Er kann eine seiner offen ausliegenden Personalkarten, die „einmal pro Durchgang“ genutzt werden dürfen, nutzen und dreht sie danach um.
- Er lässt einen vollständig bedienten Kunden in einen farblich passenden Raum einziehen. Dafür erhält der Spieler sofort die aufgedruckten Siegpunkte und Belohnungen der Kundenkarte.

Möchte der Spieler auf seinen kompletten Zug verzichten, kann er passen. Er kommt erst dann wieder an die Reihe, wenn alle anderen Spieler beide Felder ihres Reihenfolgeplättchens besetzt oder ebenfalls gepasst haben. In dem Fall nimmt der Spieler auf dem niedrigsten freien Feld auf dem Reihenfolgeplättchen alle übrigen Würfel, legt einen auf den Mistkübel und wirft und verteilt den Rest neu. Danach kann er einen Zug durchführen oder erneut passen. Ein Durchgang endet, wenn jeder Spieler beide Felder seines Reihenfolgeplättchens besetzt hat oder keine Würfel mehr auf Aktionsfeldern liegen.
Jeweils am Ende der dritten, fünften und siebten Runde kommt es zu einer Kaiserwertung. Dabei erhält jeder Spieler Siegpunkte für seinen Spielstein auf der Kaiserleiste. Danach muss jeder Spieler seinen Spielstein abhängig von der Runde um einige Felder zurücksetzen und steht der Spielstein danach noch im gelben Bereich ab Feld 3 erhält der betreffende Spieler zudem den Bonus des Kaiserplättchens, für einen Spielstein auf Feld „0“ der Kaiserleiste erhält ein Spieler die Strafe des Kaiserplättchens. Am Ende eines Durchgangs deckt zudem jeder seine ausliegenden Personalkarten wieder auf und gibt sein Reihenfolgeplättchen im Uhrzeigersinn an den nächsten Spieler. Der neue Startspieler beginnt die neue Runde.

### Spielende
Das Spiel endet nach sieben Runden mit einer Schlusswertung. Dabei bekommt jeder Spieler Punkte
- für belegte Zimmer, wobei die Anzahl der Punkte von einem pro belegtem Zimmer in der untersten bis vier in der obersten ansteigt
- Personalkarten bringen Punkte entsprechend ihrer Kennzeichnung
- übrige Krone und alle Speisen und Getränke in der Küche des eigenen Hotelplans bringen einen Siegpunkt.
- für Kunden, die noch im Kaffeehaus liegen, verliert der Spieler jeweils 5 Siegpunkte.

Der Spieler, der die meisten Siegpunkte bekommen hat, gewinnt das Spiel. Bei einem Gleichstand gewinnt der Spieler, der mehr Speisen, Getränke und Kronen übrig hat.

## Ausgaben und Rezeption
Grand Austria Hotel wurde von den italienischen Spieleautoren Virginio Gigli und Simone Luciani entwickelt und erschien 2015 bei Lookout Games. Zudem veröffentlichte der Verlag Mayfair Games eine englischsprachige Version im gleichen Jahr. In den folgenden Jahren übernahmen mehrere Verlage das Spiel in Lizenz und publizierten Versionen auf Spanisch, Italienisch, Portugiesisch, Französisch, Polnisch, Russisch, Chinesisch und Koreanisch.
2016 wurde das Spiel beim International Gamers Award 2016 in der Kategorie Mehrspieler-Strategiespieler sowie zum Jogo do Ano nominiert. Auf den Internationalen Spieltage 2017 wurden zwei Promokarten mit den neuen Gästen Mag. Ferdinand und Herr Moras ausgegeben. 2020 veröffentlichte Lookout ein Weihnachtspromo zum Ausdrucken mit speziellen Weihnachtsräumen, in die grüne Gäste (Touristen) einquartiert werden können. Mit Grand Austria Hotel: Alles Walzer!  / Grand Austria Hotel: Let’s Waltz! erschien 2021 eine Erweiterung mit fünf neuen Modulen, die in das Spiel integriert werden können.
Eine digitale Version des Spiels Grand Austria Hotel wird auf yucata.de angeboten.

## Belege
1. 1 2 3 4 5 6 7 8 9 10 11 12  
Offizielle Spielregeln für Grand Austria Hotel; abgerufen am 25. Oktober 2022.
2. ↑  
Versionen von Grand Austria Hotel in der Datenbank BoardGameGeek; abgerufen am 25. Oktober 2022.
3. ↑  Grand Austria Hotel: Mag. Ferdinand auf BoardGameGeek; abgerufen am 25. Oktober 2022.
4. ↑  Grand Austria Hotel: Herr Moras auf BoardGameGeek; abgerufen am 25. Oktober 2022.
5. ↑  Grand Austria Hotel: Christmas Time Promo auf BoardGameGeek; abgerufen am 25. Oktober 2022.
6. ↑  Grand Austria Hotel: Christmas Time Promo bei Lookout Games; abgerufen am 25. Oktober 2022.
7. ↑  Grand Austria Hotel: Let’s Waltz! auf BoardGameGeek; abgerufen am 25. Oktober 2022.
8. ↑  Grand Austria Hotel auf yucata.de; abgerufen am 19. Oktober 2022